# Leucophora tavastica
Leucophora tavastica är en tvåvingeart som först beskrevs av Tiensuu 1939.  Leucophora tavastica ingår i släktet Leucophora och familjen blomsterflugor. Arten har ej påträffats i Sverige. Inga underarter finns listade i Catalogue of Life.